# 松島倫明
松島 倫明（まつしま みちあき、1972年 - ）は、日本の編集者、翻訳者である。
現在は『WIRED』日本版 編集長（2018年 - ）。鎌倉市小町在住。

## 人物・来歴
- 東京都世田谷区出身。田園調布幼稚園、世田谷区立八幡小学校、世田谷区立八幡中学校、都立戸山高校、一橋大学社会学部卒業（加藤哲郎ゼミ）。
- 1995年NHK出版入社。2014年より放送・学芸図書編集部編集長。
- 2018年コンデナスト・ジャパン入社。『WIRED』日本版の編集長に就任。
- 2021年7月、内閣府の進めるムーンショット型研究開発制度のムーンショットアンバサダーに就任[2]。

### JMM（ジャパン・メール・メディア）
村上龍が1999年に創刊し自ら編集長を務めたメールマガジンJMM（ジャパン・メール・メディア）の書籍化にVOL.8〜13まで関わると共に関連書籍の編集に従事。その後も編集・発行に2010年ごろまで従事した。

### 翻訳書
2004年より翻訳書の版権取得・編集・プロモーションなどに従事。手がけたタイトルに、クリス・アンダーソンの『フリー』と『MAKERS』のほか、レイチェル・ボッツマン他『シェア』、レイ・カーツワイル『シンギュラリティは近い』のほか、ピーター・ティール『ZERO to ONE』（2015年ビジネス書大賞受賞）、ジェレミー・リフキン『限界費用ゼロ社会』、ケヴィン・ケリー『〈インターネット〉の次に来るもの』（ビジネス書グランプリ2017イノベーション部門賞／第0回八重洲本大賞受賞）などがある。
その他、カート・ヴォネガットの『国のない男』やジョナサン・サフラン・フォアの『ものすごくうるさくて、ありえないほど近い』、ゲイリー・シュタインガート『スーパー・サッド・トゥルー・ラブ・ストーリー』といった海外文学を手がけたほか、理論物理学者のミチオ・カク『パラレルワールド』やリサ・ランドール『宇宙の扉をノックする』、ステファノ・マンクーゾ『植物は〈知性〉をもっている』といったポピュラーサイエンス分野、エリザベス・コルバート『6度目の大絶滅』（2015年ピューリッツァー賞一般ノンフィクション部門受賞）やアンドレア・ウルフ『フンボルトの冒険』（王立協会科学図書賞受賞）などの歴史分野なども手がける。

### 『WIRED』日本版
2018年に『WIRED』日本版編集長に就任。

## 著作

### 記事・寄稿
- 「生命は情報となり、地球［ガイア］が更新される：ジェームズ・ラヴロック『ノヴァセン』あとがき」WIRED.jp 2020年5月1日
- 「ケヴィン・ケリー：テクノロジーを生命の進化から考える　スロー・ディスカッション#3」NewsPicks Publishing Newsletter vol.3 2020年1月31日
- 「Co-Economyは未来を実装する：「SHARE SUMMIT 2019」開催に寄せて」シェアリングエコノミー協会 2019年9月11日
- 「きみはサマー・オブ・ラヴを見たか？：令和に寄せて編集長から読者の皆さんへ」WIRED.jp 2019年5月1日
- 「【松島倫明】ニュース・ポルノに浸るのはやめよ：2019大予測 メディア」NewsPicks 2019年1月8日
- 「DIGITAL LOVE & PEACEな未来へ：編集長・松島倫明から読者の皆さんへのメッセージ」WIRED.jp 2018年6月1日
- 「世界を救うのはエクスポネンシャルか、エクソダスか？──シンギュラリティ大学とカリフォルニアン・イデロギー再考【特別寄稿】」WIRED.jp 2017年12月18日
- 「シリコンバレーで広まる｢ウェルビーイング｣思想を僕が鎌倉で実践する理由」BUSINESS INSIDER 2017年8月13日
- 「後藤健二さんのこと。」『東京人』2015年5月号
- 「日本の「隠れた真実」『ZERO to ONE』編集者が見た天才の素顔」『WIRED』日本版 VOL.16 2015年5月[10]
- 「マス・ロコス（狂人ども）が集う、地の果てのトレイルランニングレース」WIRED.jp 2013年4月13日

### 訳書
- 『ノヴァセン 〈超知能〉が地球を更新する』[11]（ジェームズ・ラブロック著）NHK出版 2020年4月 ISBN 4140818158

### あとがき／解説
- 『GO WILD 野生の体を取り戻せ！　科学が教えるトレイルラン、低炭水化物食、マインドフルネス』[12]（ジョン J. レイティ他著）NHK出版 2014年12月 ISBN 4140816619
- 『シンギュラリティは近い［エッセンス版］ 人類が生命を超越するとき』[13]（レイ・カーツワイル著）NHK出版 2016年4月 ISBN 414081697X
- 『なぜ働くのか（TEDブックス）[14]』 （バリー・シュワルツ著）朝日出版社 2017年4月 ISBN 4255009945
- 『フューチャー・プレゼンス　仮想現実の未来がとり戻す「つながり」と「親密さ」』[15]（ピーター・ルービン著）ハーパーコリンズ・ジャパン 2019年4月 ISBN 4596551421
- 『ラディカルズ　世界を塗り替える〈過激な人たち〉』[16]（ジェイミー・バートレット著）双葉社 2019年6月 ISBN 4575314668

## メディア

### インタビュー／対談
- 「サスティナブル・ブックガイド　デジタルテクノロジー×松島倫明さん」『ソトコト』2020年11月号
- 「複数の「リアリティー」がかなえる「場所」と「人」との関係。」電通報 2020年9月4日
- 「為末大×松島倫明「ランナーとシューズの幸せな関係」」NumberDo（文藝春秋）2020年3月[17]
- 「フイナム アンプラグドが思う、ヒップなひとの思想、暮らし、生き方。」HOUYHNHNM Unplugged ISSUE 10 2019年9月
- 「市川渚×『WIRED』松島倫明が語る、テクノロジーが拡張する美の基準」She is 2019年8月8日
- 「WIRED松島倫明が鈴木菜央と語る、未来のテクノロジーで幸せになる選択とは。」greenz.jp 2019年7月
- 「【WIRED編集長・松島倫明さん】人生には、物を所有するだけではないラグジュアリーが大切」Precious.jp（小学館） 2019年4月30日
- 「ZENとテクノロジー」別冊サンガジャパン VOL.5 特集「禅──ルーツ・現在・未来・世界」2019年2月 ISBN 4865641459
- 「WIRED編集長 松島倫明が考える、いま求められるフィジカルとテクノロジーのバランス」Meet Recruit 2018年12月20日
- 「生き方、暮らし方。等身大の自分自身が、メッセージになる」『暮らしの手帳別冊　暮らしのヒント集 5』2018年12月[18]
- 「HIKE / LIFE / COMMUNITY TOUR 2017 REMINISCENCE #13 松島倫明」山と道HLC 2018年11月12日
- 「カウンターカルチャーと野生。地球市民としての共感とは？ ウェルビーイングに資する適正なテクノロジーとは」WORKSIGHT 2018年6月25日
- 「デジタルの問題は、人間の問題。」電通報 2018年4月
- 「編集者・松島倫明さんが鎌倉で見つけた、仕事と暮らしの幸せな関係　鎌倉ローカルラボ vol.002」colocal（マガジンハウス）2018年4月20日
- 「トレイルランの魅力は自由であること」『TRAIL RUN』（山と渓谷社） 2018 SPRING[19]
- 「時代を切り取る次のビッグアイデアは、PUBLICな領域から生まれる──松島倫明の仕事術」BNL 2017年2月9日
- 「「デジタル」と「フィジカル」繋げる／編集者の仕事：NHK出版・松島倫明氏」新文化 2016年10月6日号[20]
- 「命を効率的に救う？ シリコンバレーで注目される「効果的な利他主義」」キャリアコンパス 2016年4月22日
- 「移住を決めた人の暮らし CASE:1 MATSUSHIMA MICHIAKI」『mark』[21] FALL / WINTER 2014
- 「速水健朗×松島倫明「西海岸イデオロギーとヴィーガン文化」」ゲンロンカフェ 2014年2月13日[22]

### ラジオ・テレビ
- J-WAVE『TAKRAM RADIO』（2020年1月23日, 4月9日[23]）
- FMヨコハマ「Brand New! Friday」（2020年4月〜）
- ラジオ『BEAMS TOKYO CULTURE STORY』（2020年3月[24]）
- J-WAVE『FUTURISM』（2019年8月4日[25], 2020年2月9日[26]）
- TBSラジオ『荻上チキ・ Session』（2019年2月27日[27], 2021年1月21日[28]）
- J-WAVE『INNOVATION WORLD』（2018年12月28日[29]）
- 「ABEMAヒルズ」（2018年12月〜[30]）
- TOKYO FM『TOKYO FM WORLD』（2018年6月20日, 12月19日）
- J-WAVE『STEP ONE』（2017年7月25日）
- 渋谷のラジオ（2017年2月18日, 3月3日）
- TBSラジオ『文化系トークラジオ Life』（2012年2月26日[31], 11月25日[32]）

## 企画展
- 「エース編集者の本棚　松島倫明」紀伊國屋書店梅田本店 2017年12月
- 「本と未来 編集者松島倫明の仕事」TSUTAYA大崎駅前店 2017年11月

## 審査委員など
- SIGGRAPH Asia 2021[33] Local committee
- 福岡国際建築コンペティション 審査委員[34]
- ACC クリエイティブイノベーション部門審査員 2020年[35]
- CREATIVE HACK AWARD審査員 2018年〜[36]
- 昭和女子大学ダイバーシティ推進機構 Advisory Board Member 2017-18年
- 経済産業省「消費インテリジェンス研究会」委員 2016-17年